# Forte Sumter

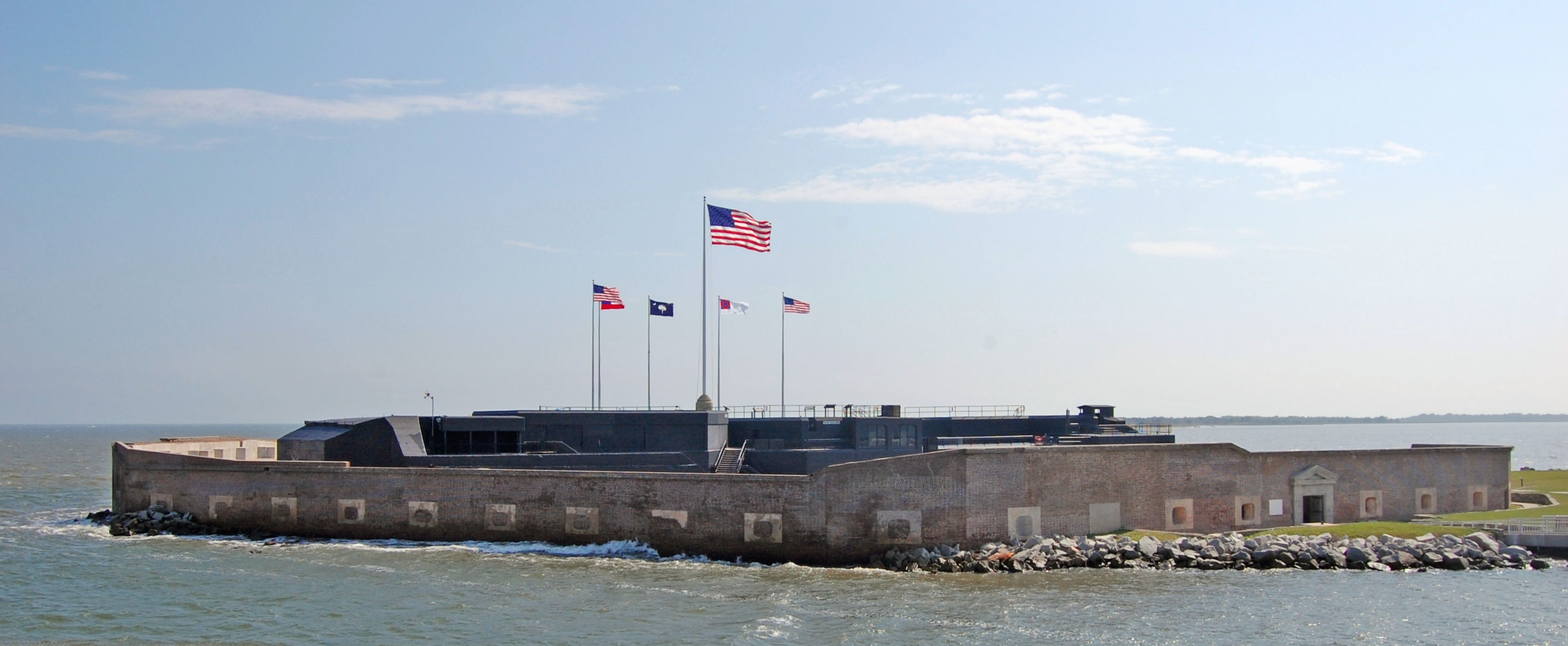
O Forte Sumter em 2009.

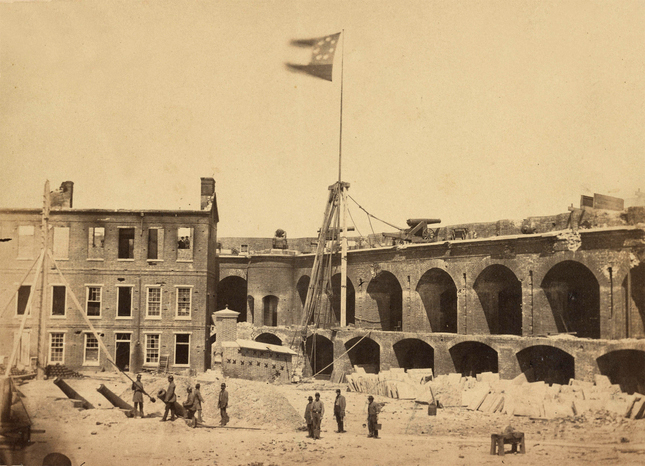
O Forte Sumter, em 1861, após ser tomado pelos confederados. Na imagem, a bandeira sulista hasteada nas ruínas do forte.

Fort Sumter é um forte marítimo em Charleston, Carolina do Sul, notável por neste ter ocorrido a primeira batalha entre União e Confederados que marcou o início da Guerra Civil Americana . Foi um dos vários fortes planejados após a Guerra de 1812, combinando muros altos e alvenaria pesada, e classificado como forte de defesa costal, como um grau de integridade estrutural extremamente elevado. O trabalho começou em 1829, mas estava incompleto em 1860, quando a Carolina do Sul se separou da União.
A Primeira Batalha de Forte Sumter começou em 12 de abril de 1861, quando a artilharia confederada disparou contra a guarnição da União. Estes foram os primeiros tiros da guerra e continuaram o bombardeio durante o dia todo, este sendo assistidos por muitos civis em espírito de celebração. O forte havia sido cortado de sua linha de suprimentos e se rendeu no dia seguinte. A Segunda Batalha de Forte Sumter (8 de setembro de 1863) foi uma tentativa fracassada da União de retomar o forte, esta não tendo sido obtida graças a rivalidade entre os comandantes do exército e da marinha da união. Embora o forte tenha sido reduzido a escombros, ele permaneceu em mãos confederadas até ser evacuado quando o general Sherman marchou pela Carolina do Sul em fevereiro de 1865.

O Fort Sumter está aberto a passeios públicos como parte do Parque Histórico Nacional de Forte Sumter e Forte Moultrie, operado pelo Serviço Nacional de Parques.